# Лампрехт, Павел Александрович
Па́вел Алекса́ндрович Ла́мпрехт (3 декабря 1911, Москва — 28 августа 1941, Финский залив) — советский оператор документального  кино, фронтовой кинооператор в годы Великой Отечественной войны.

## Биография
Родился в Москве. С конца 1920-х годов учился на операторском факультете Государственного института кинематографии, с мая 1931 года в параллель работал ассистентом оператора выездной редакции кинопоезда «Союзкино».
По окончании института в 1932 году был принят оператором на Московскую кинофабрику «Союзкинохроника» (с 1936 года — Московская студия кинохроники). Участник экспедиций по республикам Средней Азии. Автор сюжетов на спортивную тематику, серии съёмок о реконструкции Москвы (1940), для киножурналов: «Железнодорожник», «Пионерия», «Социалистическая деревня», «Союзкиножурнал», им также снят цикл репортажных и жанровых фотографий. 

Паша Лампрехт на студии «Союзкинохроника» был всеобщим любимцем. Неутомимый выдумщик, экспериментатор, остроумный, весёлый, он был из плеяды талантливых молодых операторов. Среднего роста, худощавый, но упрямо выносливый, судя по съёмкам сюжетов, которые добывал.
— Семён Школьников, «Искусство кино» № 5 2007
В первые дни войны вместе с оператором Б. Буртом и А. Знаменским, начальником группы, был отправлен студией на Балтийский флот, где снимал боевые действия морской пехоты. Известно о двух вышедших впоследствии его фронтовых сюжетах: «На боевых рубежах Балтики» и «На островах Балтики».
В конце августа 1941 года, когда немецкие войска уже вели бои в окрестностях Таллина, в порту происходила эвакуация членов правительства республики, мирных жителей и частей Красной армии с целью добраться морским путём в Кронштадт. Лампрехт вместе с А. Знаменским и оператором В. Сумкиным снимал погрузку, находясь на штабном судне «Вирония». Погиб на рассвете 28 августа в акватории Финского залива в результате налёта на караван советских судов вражеской авиации.

### Семья
- отец — Александр Рихардович Лампрехт (1885— ?), подвергся политическим репрессиям в 1920 году, реабилитирован в 1998 году;
- мать — Анна Борисовна Левина, педагог, юрист; владелица частной гимназии в Москве;
- сестра — Татьяна Александровна Лампрехт (Колесникова);
- жена — Галина Владимировна Блонская (1909—1991);
- дочь (приёмная) — Галина Павловна Блонская (род. 1938), работала в Моспроекте № 1, в  Минсельстрое РСФСР[1].

## Фильмография
- 1931 — Слушай, молодёжь
- 1931 — Большая победа (совместно с М. Кауфманом)
- 1935 — Саид (праздник весны) (совместно с Б. Синеоковым)
- 1935 — Строительство горных автомобильных дорог Узбекистана
- 1936 — Праздник весны социализма (в соавторстве)
- 1937 — Великая железнодорожная держава
- 1937 — Московская орденоносная (совместно с М. Глидером, М. Ошурковым, Э. Тросманом)
- 1937 — Победный финиш / Последний финиш (совместно с К. Писанко, В. Доброницким)
- 1937 — Побеждённые пространства (совместно с Н. Вихиревым, К. Писанко, С. Семёновым)
- 1937 — Сыны трудового народа (в соавторстве)
- 1938 — II-ая сессия Верховного Совета СССР (совместно с И. Беляковым, В. Доброницким, В. Нестеровым, Б. Шером)
- 1938 — Горняки (совместно с М. Глидером, Э. Тросманом, С. Семёновым)
- 1938 — На морских рубежах / Бой на море (в соавторстве)
- 1938 — С трибуны 1-й сессии Верховного Совета СССР
- 1938 — Физкультурники обороны (совместно с Д. Рымаревым, А. Щекутьевым)
- 1939 — Зинаида Троцкая
- 1939 — Колхозное животноводство
- 1939 — Молодость идёт (в соавторстве)
- 1939 — На освобождённой земле (совместно с И. Вейнеровичем, В. Цитроном, М. Кауфманом)
- 1939 — Начальник дороги (совместно с Е. Мухиным, С. Семёновым)
- 1939 — Путь к изобилию
- 1940 — Летопись реконструкции Москвы
- 1941 — Навстречу солнцу / Pretī saulei (совместно с Б. Макасеевым, Э. Крауцем, С. Гусевым)[11]

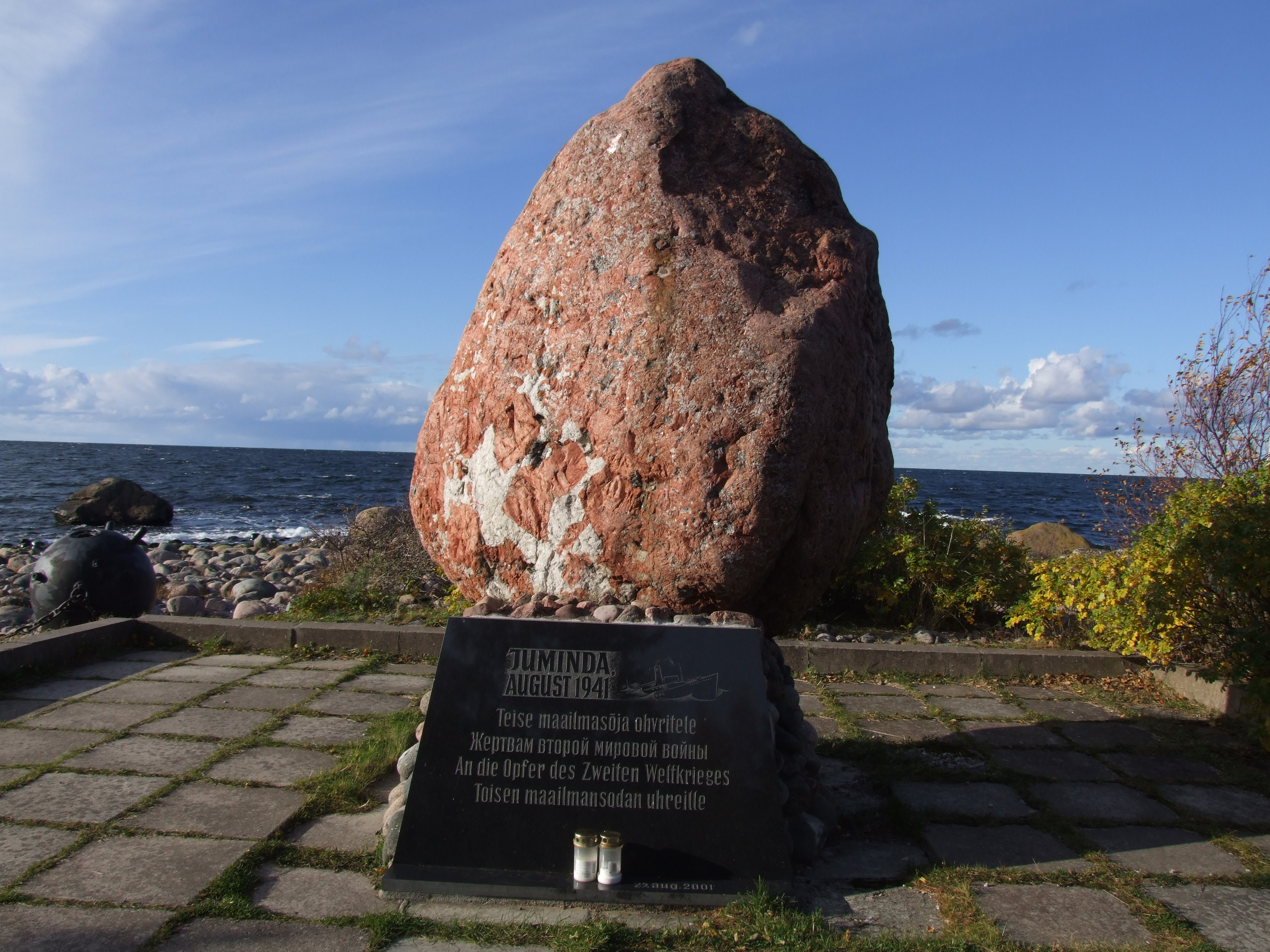
Мемориал погибшим в Таллинском переходе, мыс Юминда

## Память
- имя П. Лампрехта увековечено на мраморной доске, что находилась на ЦСДФ, Лихов пер., 6 — в память о 43-х работниках студии, погибших на фронтах Великой Отечественной войны при выполнении профессионального долга[1]. С 2020 года доска находится в экспозиции Музея кино[12];
- имя П. Лампрехта увековечено на мемориальной доске в московском Доме кино — среди кинематографистов, погибших в годы Великой Отечественной войны[13];
- упоминается в заключительной 20 серии документального проекта о фронтовых операторах «Как снимали войну» (2020)[14][15].